# 김성곤 (1949년)
김성곤(金聖坤, 1949년 8월 9일 ~ )은 한국문학번역원(문화체육관광부 산하기관) 제6대 원장 겸 이사장을 역임했으며, 현재 서울대학교 영어영문학과 명예교수이다.

서울대학교 우수 연구교수로 7회 선정되었고, The Korea Herald 수요 칼럼니스트 [IMG_00]

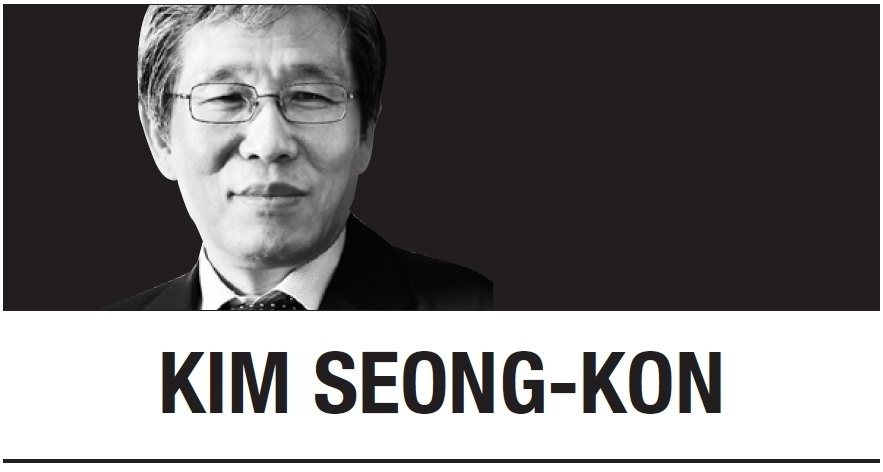
[IMG_00] 매일경제, 조선일보, 동아일보, 경향신문, 한국일보, 코리아헤럴드 등에 칼럼을 연재

, 문학평론가, 번역문학가, 영화분석가, White Pine Press 한국문학 출판자문위원, 주한외국대사들 모임 [서울문학회] 부회장을 역임했으며, 뉴욕주립대 (버펄로) 한국 총동문회 회장을 거쳐 현재 명예회장으로 있다. 2012년에는 뉴욕주립대 (버펄로)로 부터 [탁월한 해외동문상]을 수상했다. [IMG_01] 

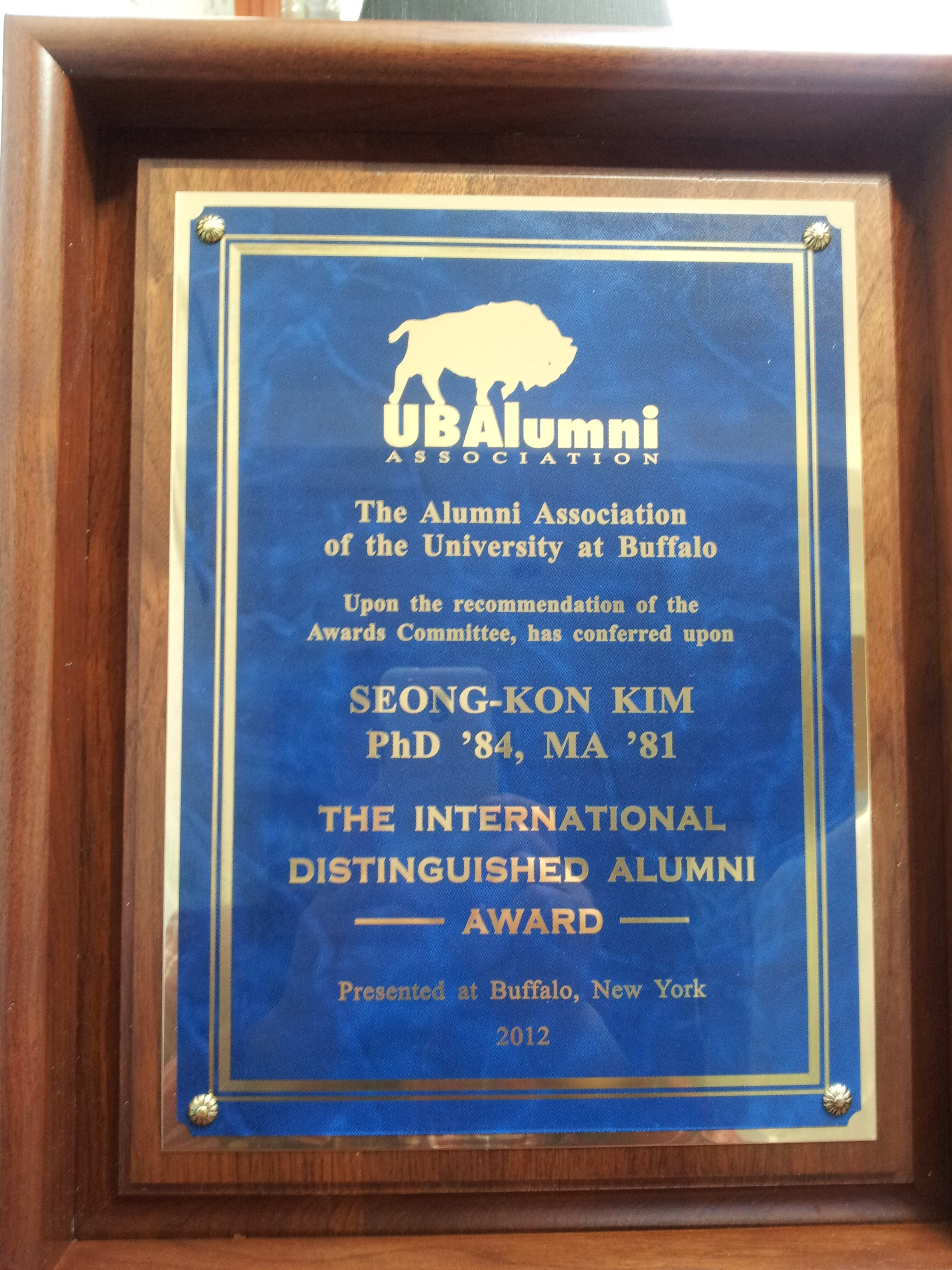
[IMG_01] SUNY Buffalo 탁월한 해외동문 상패

Columbia 대학에서 수학했으며, 2017년 The State University of New York에서 명예 인문학 박사학위를 받았다.[IMG_03]
2018년, 미국 조지 워싱턴대학교 초청 글로벌 석학교수로 강의했고, 한국과 스페인의 문화외교에 대한 공헌으로 스페인 국왕 Felipe VI세로부터  La Orden del Merito Civil (Cruz de Oficial) 훈장을 수여 받았으며, 스페인 국립 말라가대학교에서 초빙교수로 강의했다. 2019년에는 The University of California, Irvine에서  Visiting Professor로 강의했으며, 2020년부터는 미국 다트머스대학교 객원교수로 있다.

2016년 계간 [작가 세계] 겨울호가 “김성곤 특집”을 꾸몄으며, 월간 [문학사상] 도 2001년 1월호, 2007년 10월호, 2012년 5월호, 2015년10월호, 2016년 8월호, 그리고 2019년 12월호에 “표지 인물” 선정과 더불어 “김성곤 특집”을 기획 출간했다. [IMG_02]

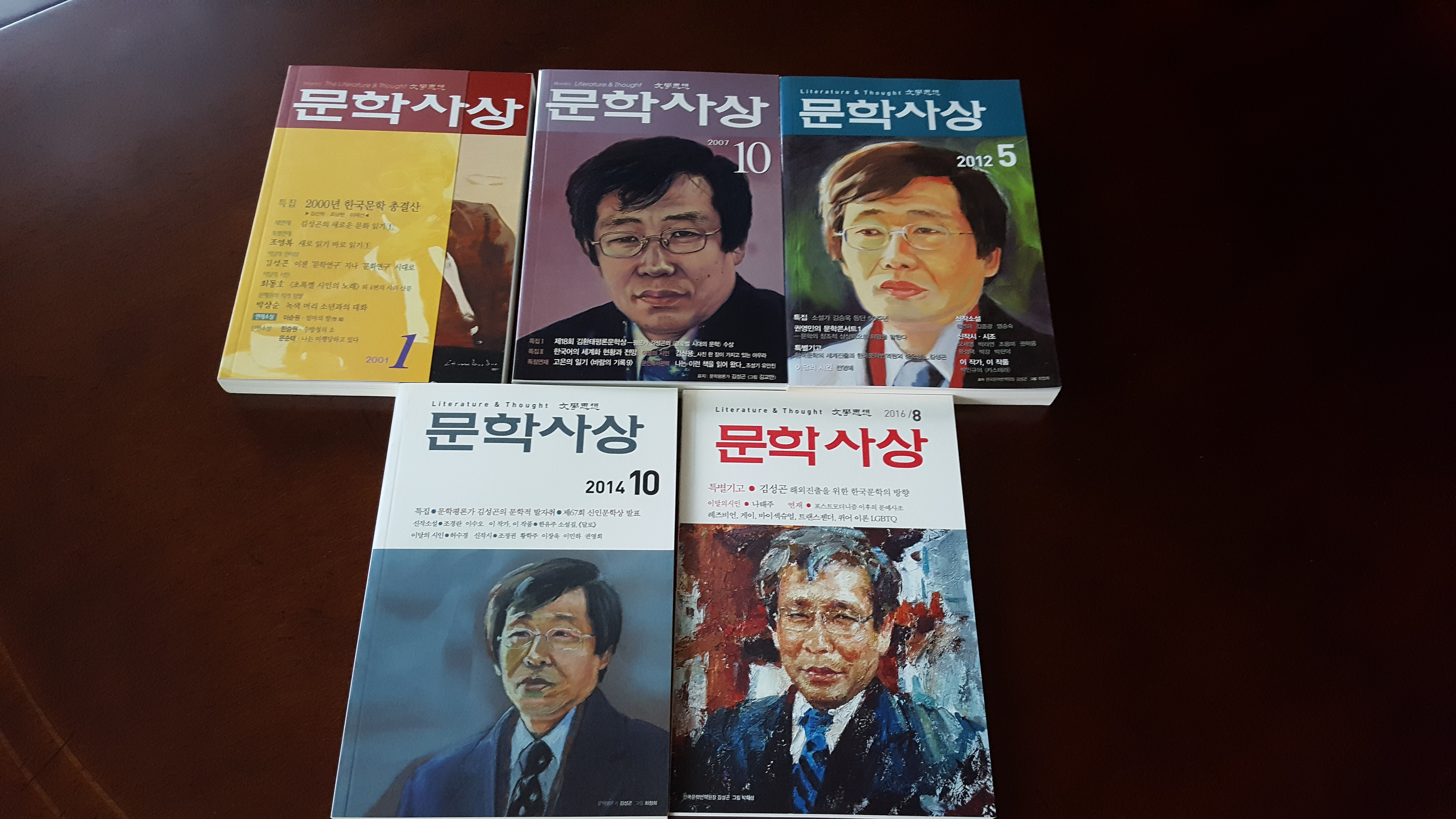
[IMG_02] 문학사상 표지인물 6회 등재

수상경력으로는 CU Distinguished Alumnus Award(2009), Fulbright Distinguished Alumnus Award(2010), SUNY/Buffalo International Distinguished Alumni Award(2012) [IMG_03]

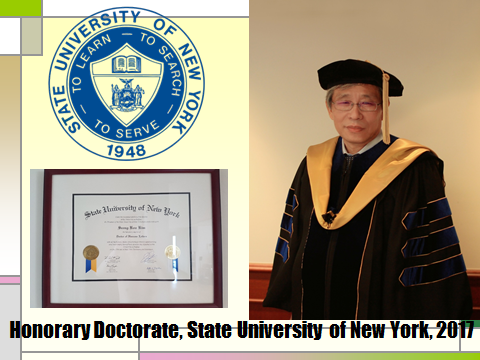
[IMG_03] 뉴욕주립대학으로부터 명예박사 학위를 수여 받음

, 오늘의 책(1986), 김환태 평론문학상(2007), 체코정부 문화외교 메달(2012), 우호인문학상(2014) 이 있으며, 대한출판문화협회 [출판저널]이 뽑은 [한국을 대표하는 번역가](1991)와 국가공무원인재개발원이 뽑은 [베스트강사](2015)에 선정되어 2018년 [명예의 전당]에 올랐다. 2015년부터 2017년까지 [유네스코 한국위원회]에 의해 영문저널 Korea Journal 의 인문 편집장으로 위촉되었으며, 서울대발전기금 [명예의 전당]에 이름을 올렸다. 2018에는 행정안전부 국가공무원인재개발원 [명예의 전당]에, 그리고 2022년에는 서울대학교 인문대학 [명예의 전당]에 이름이 올라갔다. 2014년에는 한국문학평론가협회에 의해 [근현대한국대표평론가 50인]에 선정되었다.2022년 타계한 저명한 문학평론가이자 문화비평가인 고 이어령 교수는 김성곤을 자신의 "지적, 정신적 후계자"로 위촉했다.   

## 생애
미국 컬럼비아대학교에서 Edward W, Said 교수로부터 탈식민주의를 비롯한 현대문학이론을 배웠으며, 뉴욕주립대학교에서는 Leslie A, Fiedler 교수로부터 포스트 모더니즘과 문화연구를 연구했다. 미국 Pennsylvania State University, University of California, Berkeley, Brigham Young University에서 가르쳤으며, Harvard, Oxford, Toronto 대학에서 연구했다. 1970년대 후반, 국내 최초로 포스트모더니즘 논의를 시작해서 포스트모던 인식을 확산함으로써, 한국 문단과 학계에 많은 영향을 끼쳤다. 이후 탈식민주의(Postcolonialism)와 문화연구(Cultural Studies) 논의에도 선구자적 역할을 했으며, 영화를 통해 문화를 읽어내는 국내최초의 저서인 [김성곤교수의 영화에세이](1993)을 출간해, "문화연구" 및 "문학과 영화" 분야 활성화의 단초를 제공했다.
문단에서는 [외국문학] 책임편집위원, [문학사상] 주간, [21세기 문학] 편집위원을 역임했으며, 학계에서는 국제비교한국학회장, 한국 아메리카학회장, 한국현대영미소설학회장, 초대 문학과 영상학회장, 전국대학출판부협회 회장을 지냈다. 서울대학교에서는 미국학연구소장, 어학연구소장, 서울대출판부장을 거쳐 초대 언어교육원장과 초대 출판문화원장을 역임했다. 2015년에는 한국문학평론가 협회가 뽑은 "근 현대 한국대표평론가 50인"에 선정되어, '지식을 위한 지식' 출판사에서 [김성곤 평론선집]이 출간되었으며, [한국연구재단 석학교수 인문강좌]와 [네이버 문화재단 문화의 "안과 밖" 고전강좌] 연사로 위촉되었다.
2012년에는 문화 체육관광부 기관장 평가에서 A를 받아, 우수기관장에 선정되었고, 이후 문체부 한류진흥자문위원회 위원장, 한중문화교류위원회 위원, 아시아문화포럼 위원장, 국가인재개발원 객원교수에 위촉되었으며, 2016년에는 한국문학번역원장으로서 문화체육관광부의 경영평가단이 선정해 수여하는 [문화융성 가치확산 분야--주요사업 부문 지표관리 우수기관] 축하패를 받았다. 2016-2017년  차관급 공공외교위원회의 위원으로 선정되었다.

## 학력
- SUNY /Buffalo(뉴욕주립대학교) 영문학 박사(1982, 지도교수: 레슬리 피들러, [미국소설에 나타난 사랑과 죽음]의 저자이자, 1960년대 초 "소설의 죽음"을 처음 선언한 평론가)
- Columbia University 비교문학 박사과정수료(1984, 지도교수: 에드워드 사이드, [오리엔탈리즘]의 저자이자, 탈식민주의 이론의 대부)

## 주요경력
- 한국 문학과 영상학회 초대 회장(1998-2001)
- 국제 비교한국학회(IACKS) 회장(2001-2003)
- 한국 현대영미소설학회 회장(2003-2005)
- 한국 아메리카학회 회장(2007-2007)
- 한국 영어영문학회 초대 발전위원장(2003-2004)
- 한국 대학출판부협회 회장(2010-2011)
- 서울대학교 초대 언어교육원장(2001-2005), 서울대 최우수기관 표창
- 서울대학교 초대 출판문화원장(2009-2011), 서울대학교출판부장(2009)
- 서울대학교 미국학연구소장(1999-2001)
- 서울대학교 어학연구소장(2001-2001)
- ㈜ 문학사상사 주간 역임(2002-2005)
- 계간 ｢외국문학｣ 책임편집위원(1988-1998)
- 계간 [21세기문학] 편집위원(1998- )
- 뉴욕주립대 한국 총동문회 회장(2013-2014)

## 객원교수
- 미국 펜실베이니아 주립대 Visiting Professor(1990-1991)
- 미국 브리검 영대 KRF Visiting Professor(1996-1997)
- 미국 캘리포니아대 버클리 Visiting Professor(2006-2006)
- 영국 옥스퍼드대 British Council Scholar(1991-1991)
- 캐나다 토론토대 Visiting Scholar(1991-1991)
- 미국 뉴욕주립대 Rockefeller Center Fellow(1992-1992)
- 미국 하버드대 Yenching Institute Associate(2006-2007)
- 미국 뉴욕주립대 Visiting Scholar(2011-2012)
- 미국 조지 워싱턴대 Distinguished Visiting Professor(2018-2018)
- 스페인 국립 말라가대 Profesor Visitante(2018-2019)
- 미국 캘리포니아대 Visiting Professor(2019-2019)
- 미국 다트머스대 Visiting Scholar(2020-2025)
- 대산문화재단 서울국제문학포럼(SIFL) 집행위원장 및 부조직위원장(2000/2005/2011/2017)
- 문화부 한국문학 번역금고 이사(1996-1997)
- 문화부 [문학의 해] 및 [새로운 예술의 해] 실무위원(1998-2000)
- BESETO(Beijing, Seoul, Tokyo) 국제 컨퍼런스 조직위원장, 1999-2001)
- 외교통상부 외교안보연구원 외래교수(외교관 교육) 1988-1994)
- 외교통상부 국제협력단 외래교수(외국인 공직자 교육, 1997-Present)
- 안전행정부 중앙공무원교육원 객원교수(외국인 공무원 교육, 2014-2015)

## 수상경력
* 스페인 정부 훈장 La Orden del Merito Civil(2018) [IMG_04]
- 대한민국 옥조근정훈장(2014)
- 제6회 우호 인문학상 수상(2014)

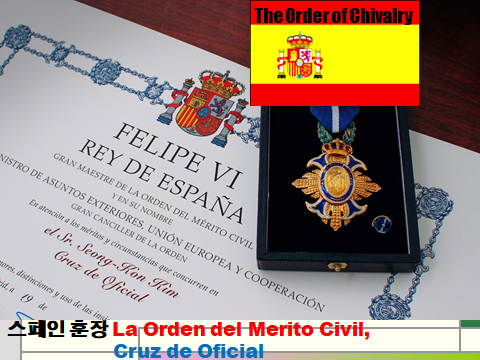
[IMG_04]
스페인 국왕 Felipe 6세로부터 La Orden del Merito Civil (Cruz de Oficial) 훈장 수훈

- 국가공무원인재개발원 [베스트 강사] 수상(2014)
- 한국 근현대 대표평론가 50인에 선정 - [한국문학평론가 협회](2014)
- 체코 정부 문화외교 메달(2013)
- 공공기관장 경영평가 우수기관장(평가점수 'A')선정(2013)
- [2012 오늘의 문제평론]에 평론 “문학과 게임” 선정(2012)
- 교보문고 선정 [1990년대의 책] - [김성곤교수의 영화에세이]

* 제18회 [김환태평론문학상] 수상(2007) [IMG_05] 
- 제12회 [오늘의 책] 수상(1986)

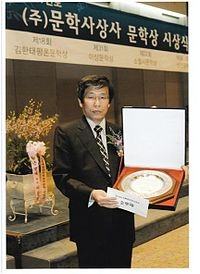
[IMG_05] 김환태평론문학상(2007) 수상

- 대한민국 학술원 우수학술도서 선정(2010, [하이브리드시대의 문학])
- 문화부 우수도서 선정 3회
- 조선일보 [인기 영화도서 1위]에 선정([김성곤교수의 영화에세이])
- [해방 40년 외국문학분야 대표저작24선]에 선정([탈모더니즘시대])
- [1980년대 대표저작]에 선정([탈모더니즘시대의 문학]), 1989
- [한국을 대표하는 번역가]에 선정(출판저널 선정), 1990
- 서울대학교 우수연구교수 7회 선정
- 서울대학교 공로 표창장, 2004
- 서울대학교 총장 공로패 3회, 2001, 2011, 2014
- 서울대학교 언어교육원 감사패 2005
- 북경 국제도서전 조직위원, 2012
- 동경 국제도서전 조직위원, 2013
- 런던 국제도서전 조직위원, 2014
- 서울도서전 자문위원, 2012, 2013, 2014

- Asian Scholar-in-Residence Award, CIES and Pennsylvania State University(1990-1991)
- Fulbright Scholarship Award(1978-1984)

## 해외 출간 도서
- Simple Etiquette in Korea. Kent, UK: Paul Nobury, 1988. 이어령 공저
- Korea Briefing. Boulder: Associated University Press, 1991.(chapter author)
- Crosscurrents in the Literatures of Asia and the West. Newark: Associated UP, 1997.(one chapter 집필)
- Postmodernism in Asia. Tokyo: University of Tokyo, 2003(chapter author)
- Intellectual History of Korea. Tokyo: Cuon Press, 2014(chapter author)

## 한국문학 영역 미국출간 도서
- Strong Winds at Mishi Pass(황동규 시집 [미시령 큰바람] 영역도서)
  - White Pine Press: New York, 2005.(Dennis Maloney공역)
- Woman in Woman in the Terrace(문정희 시집 [양귀비꽃 머리에 꽂고] 영역)
  - White Pine Press: New York, 2007.(Alec Gordon 공역)
  - (이 영역시집으로 문정희 시인 스웨덴 Cicada 상 수상)
- The Square(최인훈 소설영역)
  - Dalkey Archive Press: Urbana-Champaign, 2014.

## 대표 저서
- 한국의 문화와 예절(영문저서/영국출간/이어령 전 문화부 장관과 공저)
- 과거로의 여행(Journey into the Past, 영문저서, 1985) 서울대출판부
- 미로 속의 언어: 현대 미국작가와의 대화(1986) 민음사 오늘의 책 수상
- 탈모더니즘시대의 미국문학(1990) 서울대출판부
- 포스트모더니즘과 현대미국소설(1990) 열음사
- 미국문학과 작가들의 초상(1993) 서울대출판부. 문화부 우수도서 선정
- 김성곤 교수의 영화에세이(1994) 열음사. 미국 워싱턴대 교과서로 채택
- 뉴미디어 시대의 문학(1996) 민음사
- 미국현대문학(1997) 대우학술총서 선정94 민음사
- 헐리웃: 20세기 문화의 거울(1997) 웅진출판
- 문학과 영화(1997) 민음사
- 김성곤의 영화기행(2002) 효형출판
- 다문화시대의 한국인(2002) 열음사
- 퓨전시대의 새로운 문화 읽기(2003) 문학사상사
- 문화연구와 인문학의 미래(2003) 서울대출판부. 문화부 우수도서 선정
- 영화로 보는 미국(2003) 살림
- 영화 속의 문화(2004) 서울대출판부
- J. D. 샐린저와 호밀밭의 파수꾼(2005) 살림
- 에드가 앨런 포(2005)) 살림
- 사유의 열쇠: 문학(2006) 산처럼
- 글로벌시대의 문학(2006) 민음사. 문화부 우수도서 선정/ 김환태 평론문학상
- 하이브리드시대의 문학(2009) 서울대출판문화원
  - 2009 한우리 문화강좌 추천도서/2010 대한민국 학술원 우수도서 선정
  - 2010 경영독서모임(Management Book Society) 도서선정
- 경계를 넘어서는 문학(2013) 민음사
- 한국 근 현대 대표평론가 50인 선집(2015) 지식을만드는지식
- 미국문학으로 읽는 미국의 문화와 사회(2016) 동인
- 처음 만나는 영화. 랜덤하우스 코리아 [김성곤 교수의 영화에세이] 개정증보판, 2017
- 문화로 읽는 세상, 문화로 보는 미래. 문학사상사, 2017
- 문학의 명장면. 에피퍼니, 2017
- 경계해체시대의 인문학. 세창출판사, 2017 (한국연구재단 석학강좌)
- 폭력과 정의. 김영사 비채, 2019 안경환과 공저
- 이어령 읽기, 인공지능 시대와 생명사상 시대의 문명, 문화, 문학. 민음사, 2023.
- 나의 학문, 나의 삶. 공저. 서울대학교 명예교수협의회. 서울대출판문화원, 2023

## 번역 도서
- 《제49호 품목의 경매》 토머스 핀천(민음사 세계문학전집) 10쇄
- [아서 고든 핌의 모험] 에드가 앨런 포(민음사/황금가지)
- [미국의 송어낚시] 리처드 브라우티건(김영사/비채)
- [무기여 잘있어라] 어니스트 헤밍웨이(시공사)
- [우리들의 시대에] 어니스트 헤밍웨이(시공사)
- [종말을 기다리며] 레슬리 피들러(삼성미술문화재단)
- [원시주의] 마이클 벨(서울대출판부)
- [사랑은 오류/포스트모더니즘] 가브리엘 마르께스 외(웅진출판)
- [문화와 제국주의] 에드워드 사이드(공역/도서출판 창)
- [포스트모던 문화] 스티븐 코너(공역/한신문화사)
- [무카로브스키의 시학] 무카로브스키(공역/현대문학사)
- [미국학의 이론과 실제](공역/서울대출판부)

## 편저
- [탈구조주의의 이해] 민음사
- [21세기 문예이론] 문학사상사
- [21세기 문화키워드] 한국출판문화연구소
- Cultural Studies in Asia. Ed. S. Kim and Alex Gordon. SNU Press, 2003
- Korean Poetry. Ed. S. Kim and Yongjik Kim. KCAF Press, 1987.
- Journey to Mujin. Ed S. Kim and Yongjik Kim. KCAF Press, 1988.
- 이상문학상 심사위원 김소월 시문학상 심사위원
- 김환태 평론문학상 심사위원
- 동아일보 신춘문예 심사위원(평론)
- 조선일보/김영사 뉴웨이브 문학상 심사위원장
- 동아 사이언스/과학기술부 주최 제1회 SF문학상 심사위원장
- 문학사상 신인상 심사위원
- 문학정신 신인상 심사위원
- 한국문학번역원 영어권 자문위원
- 대산문화재단 한국문학번역 심사위원장
- 문화부 한국문학 번역금고 이사
- 문화부 [새로운 예술의 해] 실무위원
- 한국문화예술진흥원 한국문학해외홍보위원
- 한국문화예술진흥원 대한민국번역대상 심사위원장
- 미국 뉴욕 White Pine Press .한국문학 자문위원
- 미국 뉴욕 문학저널 Muae 해외자문위원
- 뉴웨이브문학상 심사위원장(조선일보/김영사 주최)
- 우호인문상 심사위원장/ 우호문화재단 운영위원
- 박경리문학상 심사위원
- 심훈문학대상 심사위원
- 세계일보 세계문학상 심사위원

## 해외 초청 강연
- 코넬대/스탠포드대/펜실베이니아주립대/뉴욕주립대/파리13대/독일 자브뤼켄대/동경대/북경대/조지 워싱턴대/  파리 동양학대/폴란드 바르샤바대/오하이오 주립대/스페인 국립 말라가대/캘리포니아대 Irvine